# El Prat de Llobregat
El Prat de Llobregat (ejtsd kb. [al prát dö ljubrögát], IPA: [əɫˈprat də ʎubrəˈgat]; magyarul „A Llobregat folyó rétje”) település Spanyolországban, Barcelona tartományban. Lakosainak száma 66 184 fő (2024).
Itt található a Josep Tarradellas Barcelona-El Prat repülőtér (spanyolul Aeropuerto Josep Tarradellas Barcelona-El Prat).

## Fekvése

### Közeli települések
El Prat de Llobregat Cornellà de Llobregat, L’Hospitalet de Llobregat, Barcelona, Viladecans és Sant Boi de Llobregat községekkel határos.

## A város híres szülöttei
- Jorge Llopart (1952–2020) olimpiai ezüstérmes, Európa-bajnok atléta, gyalogló

## Testvértelepülések
- Garrovillas de Alconétar
- Gibara
- Kukra Hill

## Népesség
A település lakosságának változását az alábbi diagram mutatja:
| Lakosok száma | 451  | 2411 | 9107 | 14 131 | 62 653 | 63 148 | 63 418 | 62 866 | 64 599 | 66 184 |
|               | 1717 | 1887 | 1936 | 1960   | 1986   | 2004   | 2009   | 2014   | 2019   | 2024   |